# Gerhard Munthe
Gerhard Peter Franz Wilhelm Munthe (Heradsbygd, Elverum, 19 de julio de 1849 - 1929) fue un pintor y 
dibujante noruego.

## Vida y obra

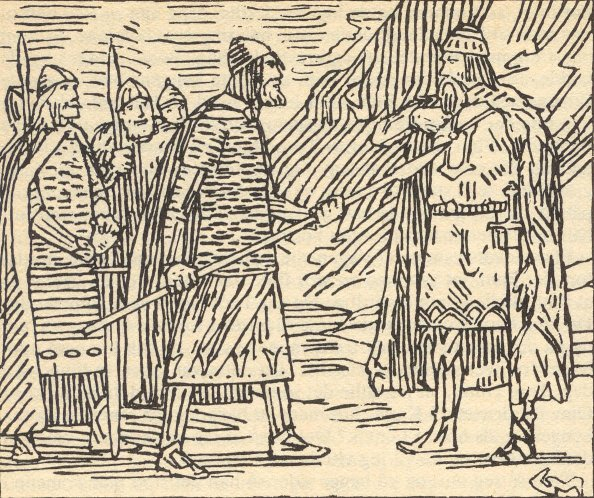
Ilustración de la Heimskringla de Snorri Sturluson. El estilo se halla inspirado en los tapices nórdicos y en los grabados en madera.

Hijo del médico Christian Pavels Munthe, Gerhard Munthe tuvo doce hermanos, entre ellos la escritora Margrethe Munthe. Comenzó sus estudios en la Escuela de Pintura J.F. Eckersberg en Cristianía (Oslo) en 1870, y después en la Escuela de Artes y Artesanías, en la misma ciudad. Entre 1874 y 1876 se fue a Düsseldorf, Alemania, donde tendría como maestro a su pariente el paisajista Ludvig Munthe. En 1882 debutó como profesional en la Exposición de otoño de Oslo.
Se caracterizó en una primera etapa por realizar paisajes en colores oscuros, pero en la década de 1890 prefirió la acuarela. Comenzó a trabajar como artesano de tapices en 1888 y en 1890, mientras guardaba reposo en cama a causa de una enfermedad, se ocupó en trabajos decorativos. Tras un período con motivos en estilo naturalista, desarrolló un estilo propio inspirado en el arte popular noruego y el modernismo. Entre sus obras más conocidas se hallan las ilustraciones que realizó entre 1896 y 1899 para una edición de la Heimskringla, una colección medieval de sagas históricas sobre los reyes de Noruega, de Snorri Sturluson. En 1904 ilustró una edición de la Draumkvedet, una canción popular noruega de la Edad Media.
En el verano de 1887, en Sandvika, fue maestro de un grupo de pintoras, entre las que se encontraba la noruega Helga Marie Ring Reusch. Frecuentemente, echó mano de motivos de la historia de los países nórdicos y ha sido por ello asociado con el nacionalismo romántico. Varias de sus obras se hallan en museos de ciudades extranjeras, como Estocolmo, París, Nueva York y Chicago. La Nasjonalgalleriet de Oslo también resguarda varias de sus pinturas.

Se casó en 1886 con Sigrun Bjørnson, hija de Jenny Bjørnson, a su vez nuera del escritor Bjørnstjerne Bjørnson. El matrimonio vivió en Lysaker, en las afueras de Oslo y en Eidsvoll.

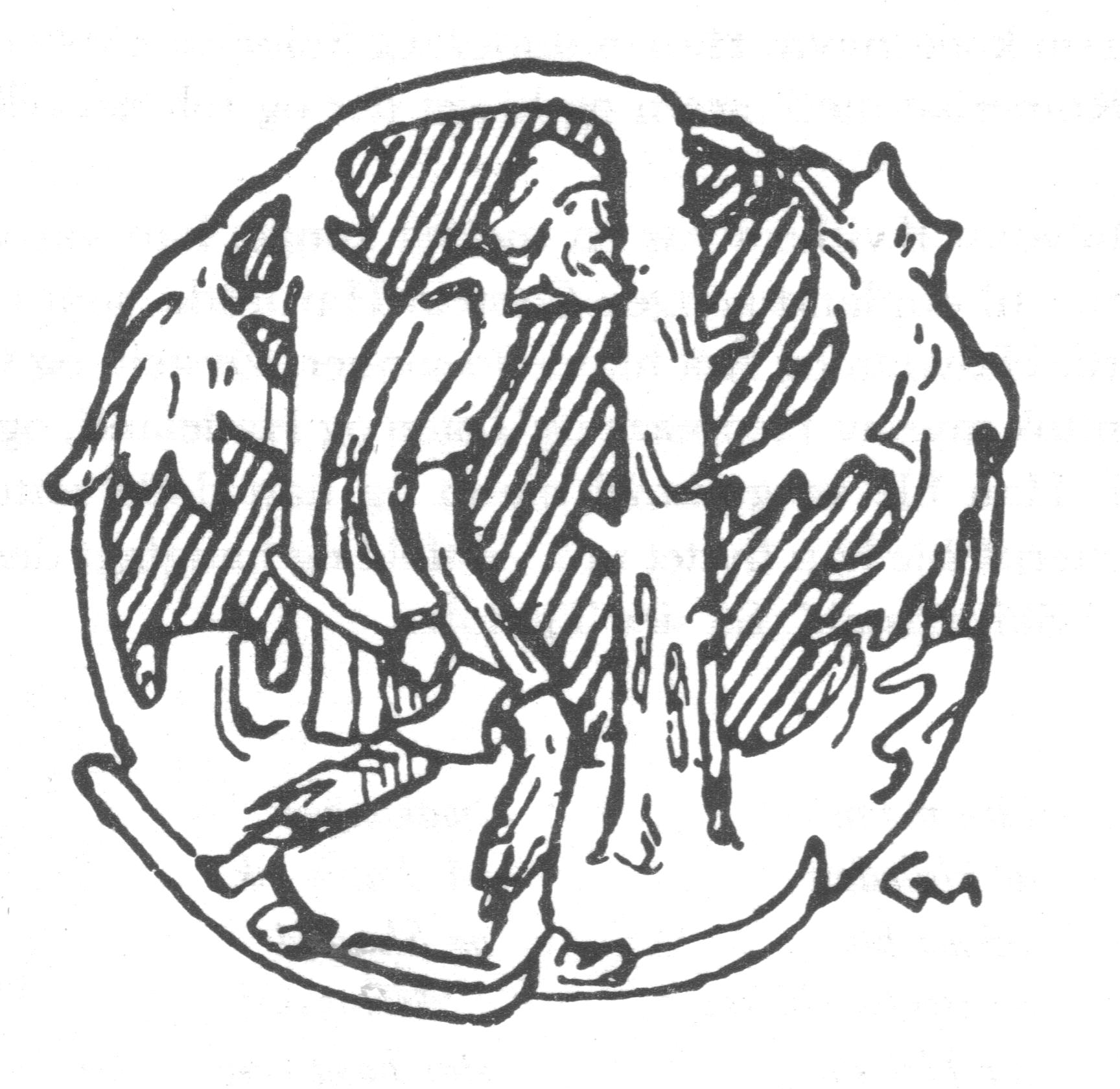
Otra ilustración decorativa de la Heimskringla.